# Eliran Atar
Eliran Atar (hebräisch אלירן עטר, * 17. Februar 1987 in Tel Aviv-Jaffa) ist ein israelischer Fußballspieler.

## Karriere
Atar wurde im Jugendbereich des israelischen Erstligisten Bne Jehuda Tel Aviv ausgebildet und 2007 erstmals ins Profiteam berufen. Nach anfänglichen Schwierigkeiten wurde Atar in der Saison 2008/09 erstmals Torschützenkönig der Ligat ha’Al. International bekannt wurde in dieser Saison ein spektakuläres Fallrückziehertor Atars in einem Ligaspiel gegen Maccabi Netanja, für das er eine FIFA-Puskás-Preis-Nominierung erhielt: Bei der Wahl landete das Tor schließlich auf Platz vier.
2010 wechselte Atar für eine Ablösesumme von rund einer Million Euro zum israelischen Rekordmeister Maccabi Tel Aviv, wo er sofort zum Stammspieler avancierte und in seiner ersten Saison 22 Tore in der Liga und der UEFA-Europa-League-Qualifikation erzielte. So trug er unter anderem mit zwei Toren zum 4:3-Sieg Maccabis im Playoff-Rückspiel gegen Paris Saint-Germain bei. In der Saison 2012/13 wurde Atar mit 22 Treffern erneut Torschützenkönig der israelischen Liga und konnte zudem seinen ersten Meisterschaftstitel feiern. Seit Sommer 2013 stand er beim französischen Erstligisten Stade Reims unter Vertrag. Anfang 2015 wechselte er zu Maccabi Haifa. Nach zwei Spielzeiten zog es ihn wieder zu Maccabi Tel Aviv. Späöte Stationen waren Beitar Jerusalem und schließlich wieder sein Jugendverein Bne Jehuda.
Sein Länderspieldebüt in der israelischen Nationalmannschaft gab Atar am 14. November 2012 in einem Freundschaftsspiel gegen Belarus. Bis 2018 wurde er sieben Mal eingesetzt, wobei ihm ein Tor gelang.

## Erfolge und Auszeichnungen
- Israelischer Meister 2012/2013
- Torschützenkönig in der Saison 2008/09 mit 14 Toren
- Torschützenkönig in der Saison 2012/13 mit 22 Toren